# Yenice, Çanakkale
Yenice là một huyện thuộc tỉnh Çanakkale, Thổ Nhĩ Kỳ. Huyện có diện tích 1417 km² và dân số thời điểm năm 2007 là 37827 người, mật độ 27 người/km².